# U-Bahnhof Vimodrone

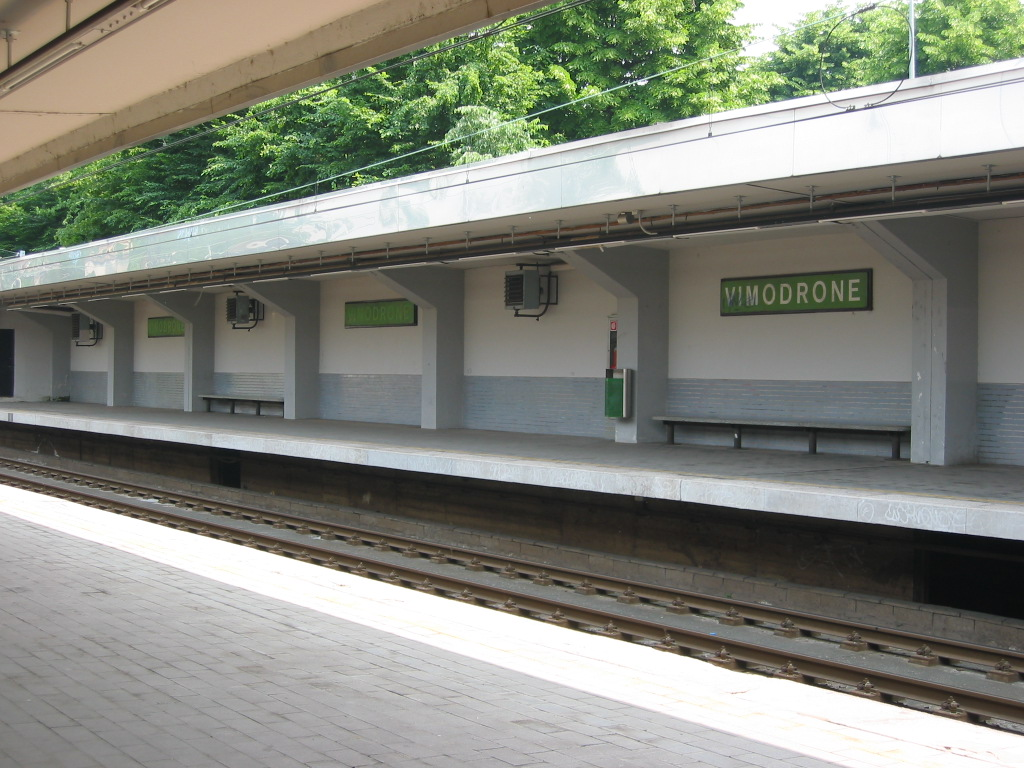
Die Gleise

Der U-Bahnhof Vimodrone ist eine oberirdische Station der U-Bahn Mailand, bedient von der Linie M2. Der Bahnhof befindet sich in der Mitte des Dorfes Vimodrone in der Metropolitanstadt Mailand.

## Geschichte
Der Bahnhof wurde erbaut in den 1960en Jahren als Teil der Linee celeri dell’Adda (etwa: „Adda-Schnellbahnen“), eine Bahnstrecke die die bestehende Straßenbahn Mailand–Vaprio ersetzte.
Die Schnellbahn wurde am 5. Mai 1968 eröffnet und wurde anfangs vorläufig mit den alten Straßenbahnwagen betrieben; ab dem 4. Dezember 1972 wurde sie in der Linie 2 der Mailänder U-Bahn integriert.

## Bahnhofsanlage
Die Bahnstrecke verläuft in der Mitte des Dorfkerns von Vimodrone und benutzt das alte Gewässerbett des Martesana-Kanals, der nach Norden umtrassiert wurde. Die Gleise befinden sich deshalb im Trog.
Der Bahnhof hat zwei Gleise mit Seitenbahnsteigen; das Empfangsgebäude befindet sich über der Bahnanlage.

## Anbindung
| Linie | Verlauf |
| ----- | --- |
|       | Cologno Nord – Cologno Centro – Cologno Sud – Gessate – Cascina Antonietta – Gorgonzola – Villa Pompea – Bussero – Cassina de’ Pecchi – Villa Fiorita – Cernusco sul Naviglio – Cascina Burrona – Vimodrone – Cascina Gobba – Crescenzago – Cimiano – Udine – Lambrate FS – Piola – Loreto – Caiazzo – Centrale FS – Gioia – Garibaldi FS – Moscova – Lanza – Cadorna FN – Sant’Ambrogio – Sant’Agostino – Porta Genova FS – Romolo – Famagosta – Abbiategrasso – Assago Milanofiori Nord – Assago Milanofiori Forum |